# Route nationale 758
Die Route nationale 758, kurz N 758 oder RN 758, war eine französische Nationalstraße, die von 1933 bis 1973 zwischen Port-Saint-Père und Beauvoir-sur-Mer verlief. Ihre Länge betrug 36 Kilometer.